# Joan Charmant
Joan Charmant (né le 4 juin 1978 à Bordeaux) est un athlète français, spécialiste du saut en hauteur.

## Biographie
Il est sacré champion de France du saut en hauteur en plein air en 2003 et  en salle en 2004.
Il se classe cinquième des championnats d'Europe en salle 2002, à Vienne en Autriche, avec un saut à 2,24 m. Son record personnel, établi le 22 février 2004 à Aubière, est de 2,28 m. 
Il remporte la médaille d'argent des Universiades d'été de 2003.